# Fredagsmoskén i Esfahan
Fredagsmoskén i Esfahan (persiska: مسجد جامع اصفهان – Masjed-e Jāme-e Esfāhān) är den stora moskén i staden Esfahan i provinsen Esfahan i Iran. Moskén är resultatet av ett ständigt pågående byggande genom renoveringar, till- och ombyggnader från omkring 771 till slutet av 1900-talet. Qeysariebasaren ligger i riktning mot moskén sydvästra flygel. Moskén är sedan 22 maj 1997 uppsatt på Irans tentativa världsarvslista.

## Historia
Denna är en av de äldsta moskéerna som finns i Iran och byggdes i iwanstil med fyra portaler mitt emot varandra. Qiblaiwanen på moskéns sydvästsida hade valv med stalaktitornament på 1200-talet.
Byggandet under seldjukernas tid omfattade utvidgningen av två kupoltäckta kammare i tegel, vilka gjort moskén vida känd. Södra kupolen byggdes som mihrab år 1086–87 av vesiren Nizam al-Mulk, och var större än någon annan kupol vid denna tid. Norra kupolen var belägen längs den nord-sydliga axeln. Den låg utanför moskéns gränser. Kupolen byggdes säkerligen som en direkt replika till den tidigare södra kupolen, och som detta, har den sin plats som ett mästerverk i den persiska arkitekturen för sin strukturella klarhet och geometriska balans. Ytterligare iwaner byggdes under seldjukerna, vilket gav moskén sin nuvarande form, en typ som sedan blev allmän i Iran och resten av den muslimska världen. 
Som ett svar till funktionella behov av utrymme, politiska ambitioner, religiös utveckling och förändringar av smak, gjordes ytterligare tillägg och modifieringar med element från mongoler, muzzafarider, timurider och safavider. Värt att notera är den genomarbetade välskurna mihrab-stucken beställd år 1310 av den mongoliske härskaren Oljaytu, belägen i en bönesal byggd inne i västra arkaden. Safavidernas intervention var till stora delar dekorativ, med tillägget av stalaktitornament, glaserat kakel och minareter flankerande den södra iwanen.
Kupolerna och väggpelarna som formar hypostylområdet mellan iwanerna är odaterade och varierar i stil, ändlöst modifierade genom reparationer, rekonstruering och tillägg.
Moskén som byggdes under 700-talet brann ner och återuppbyggdes på 1000-talet och har genomgått ett antal olika förändringar. Som följd härav är den byggd i olika arkitektoniska stilar och representerar idag en sammanfattning av den persiska arkitekturen.

## Galleri

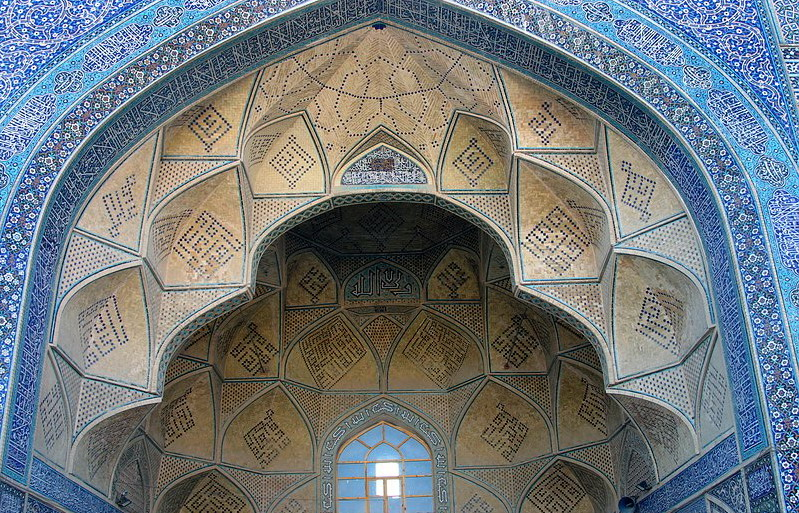
Iwanens detaljerade kakel- och tegelarbeten.
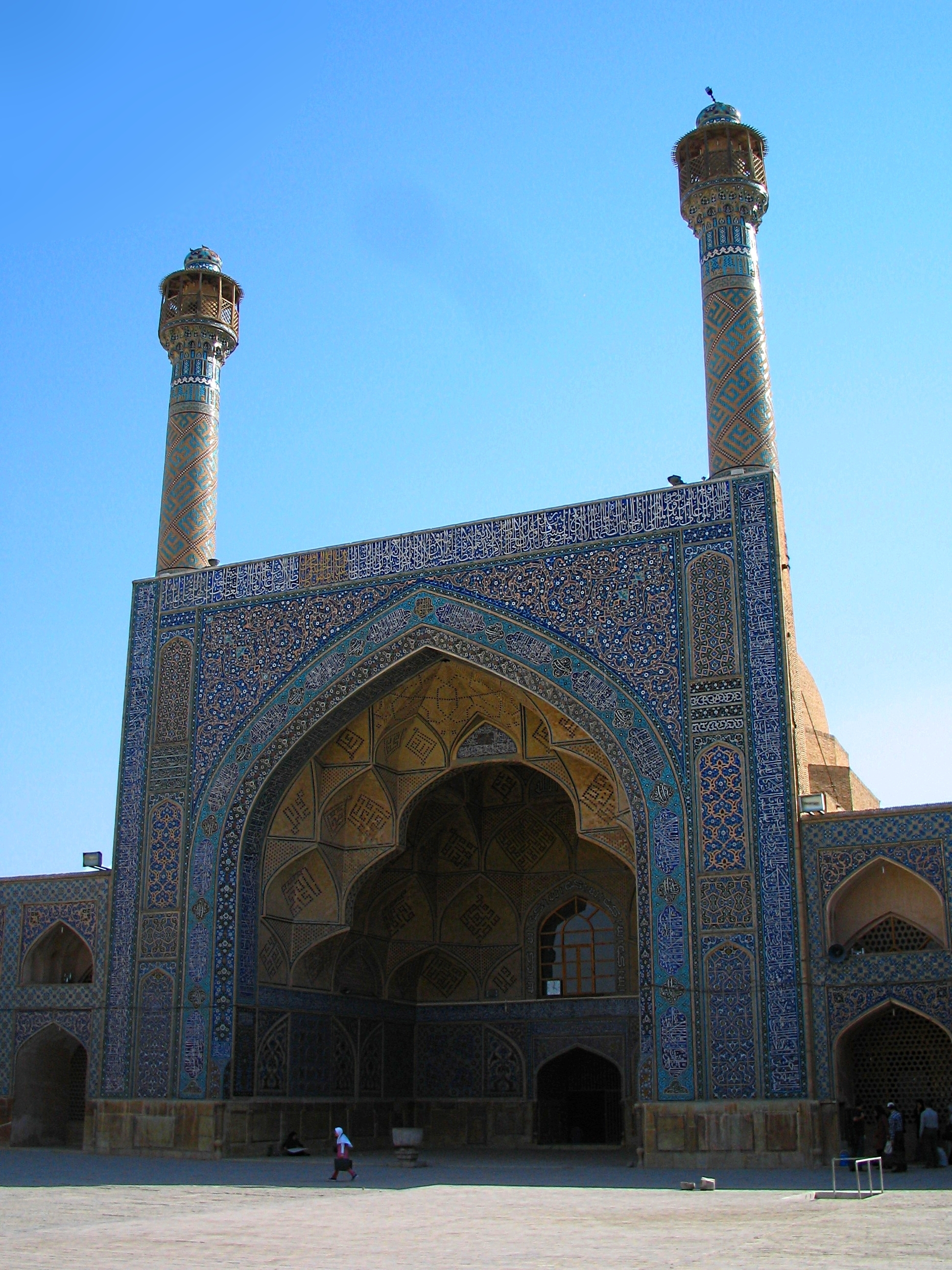
Närbild på södra sidans iwan.
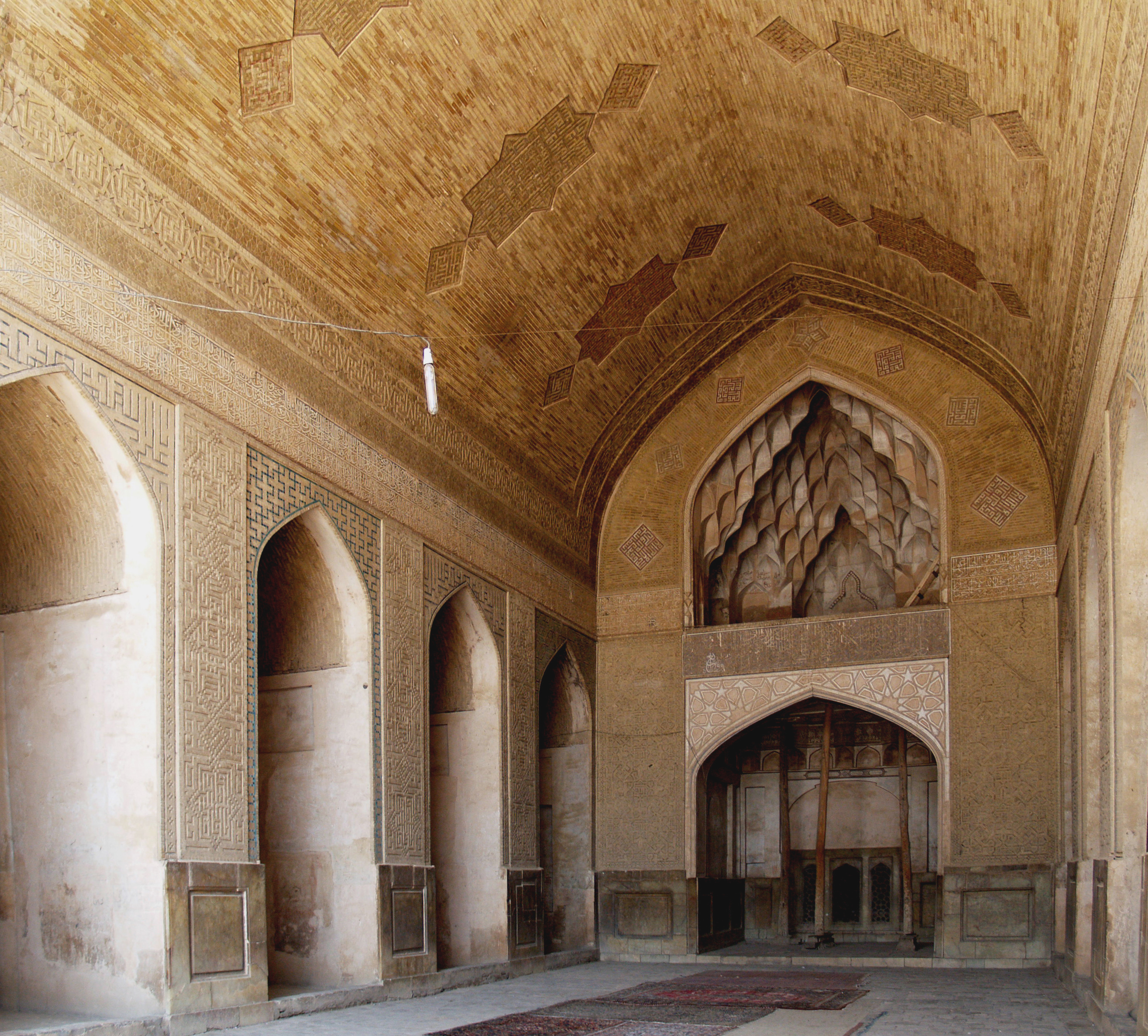
Bönesalen, byggd under seldjukernas tid.
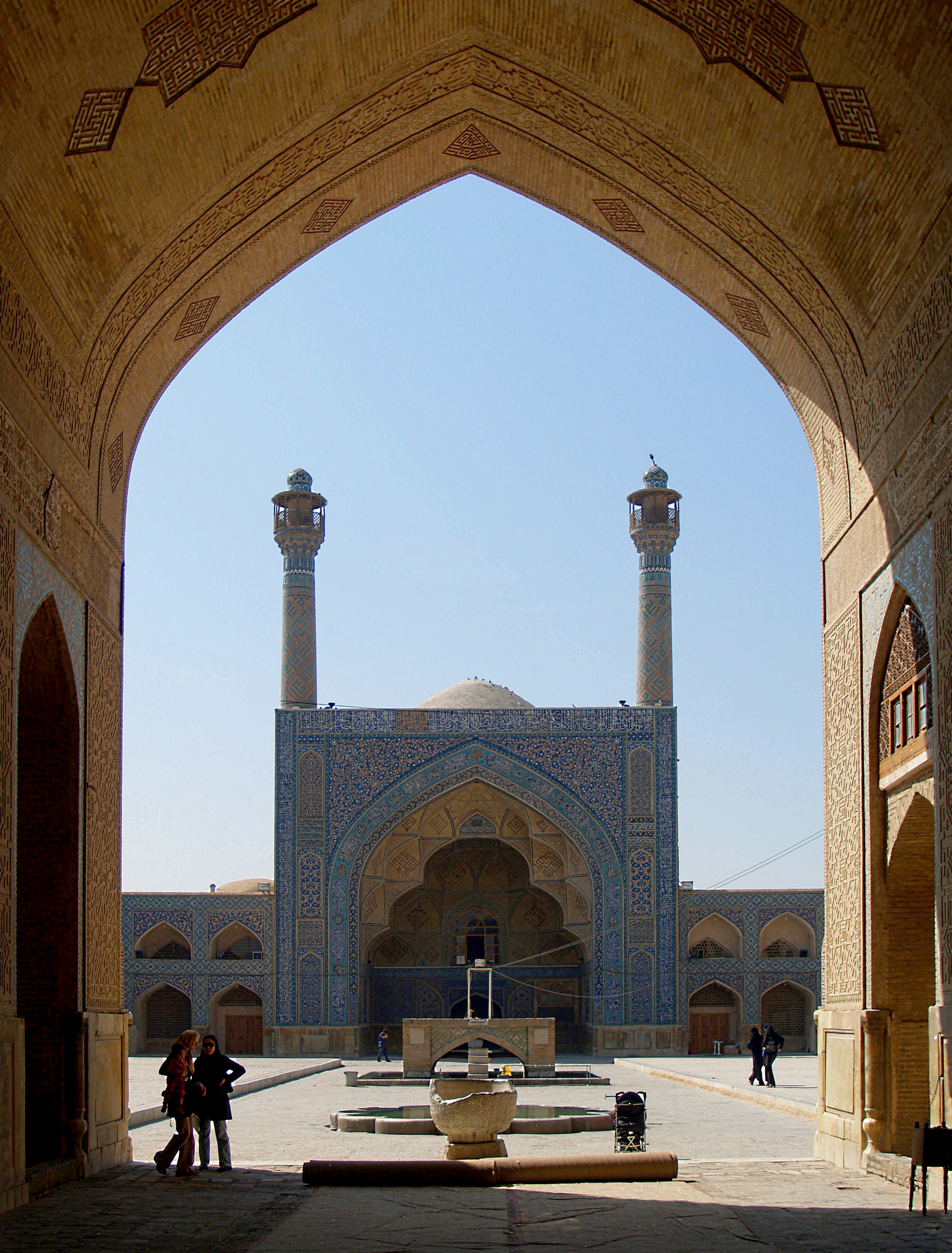
Sydsidans iwan sett från nordsidans båge.
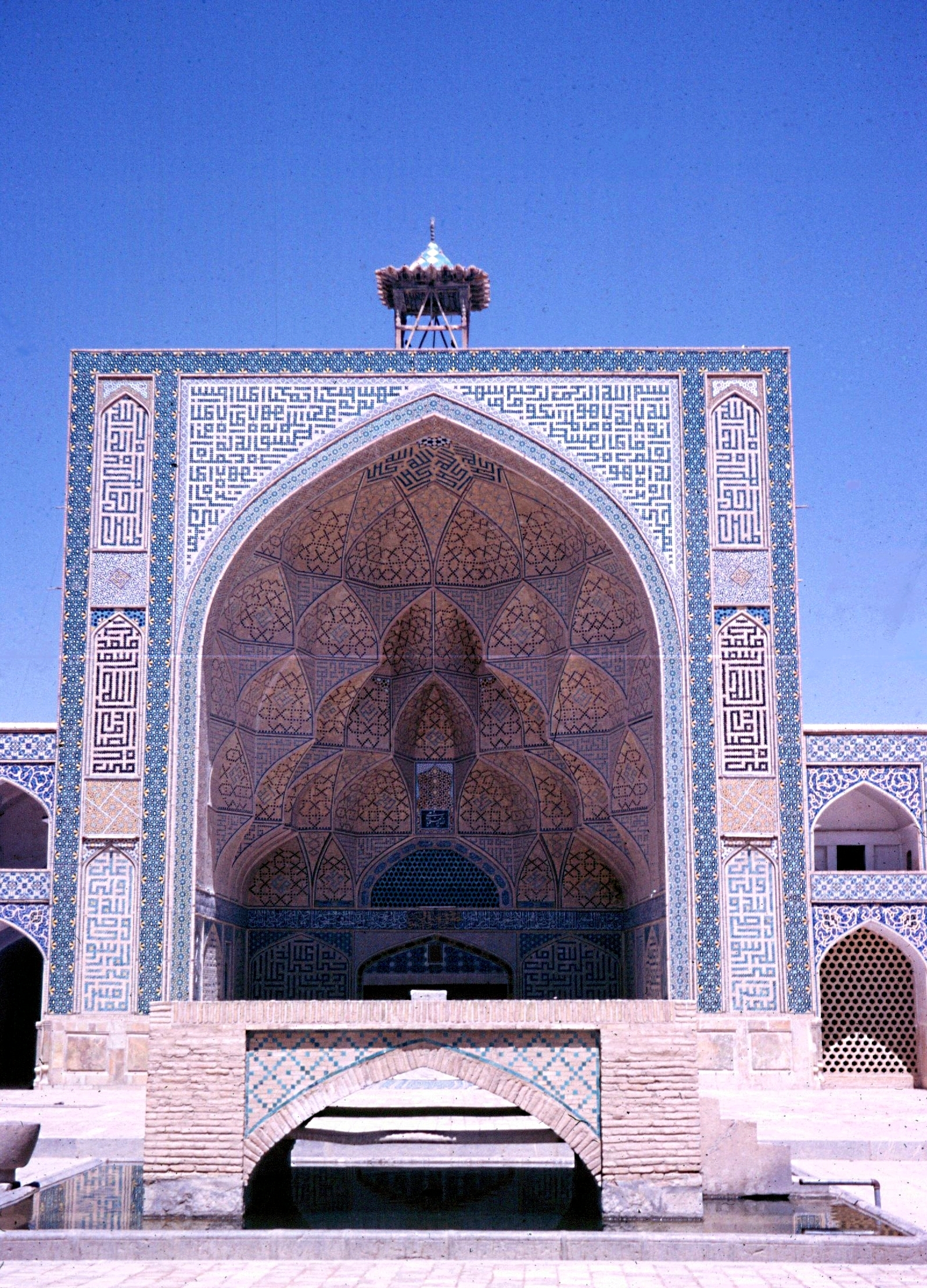
Bild på västsidans iwan 1962.